# Parálisis Permanente
Parálisis Permanente fue una banda de rock formada en 1981 en Madrid, integrada originalmente por el cantante y guitarrista Eduardo Benavente, el bajista Nacho Canut, el cantante Javier Benavente y el baterista Johnny Canut; más tarde se unirían la pianista Ana Curra y el bajista Rafa Balmaseda (el cual llegaría un año más después para sustituir a Nacho Canut). Sus primeros trabajos estuvieron influenciados por el post-punk y el rock gótico, aunque la banda se aventuró gradualmente en el deathrock.
Se considera iniciadora de una corriente de «sonido oscuro», dentro de la llamada movida madrileña. Publicaron un único álbum de estudio, El acto (1982) y compusieron un total de 24 canciones entre 1981 y 1995. En 2020 el diario El País consideró «Autosuficiencia» la canción más importante de la historia del punk en España.
En 1983, vieron truncada violentamente su carrera debido a un accidente de tráfico de su líder Eduardo Benavente, lo que supuso su disolución, si bien Ana Curra interpretó a partir de 2012 con una nueva formación el catálogo completo del grupo. Activos entre 1981 y 1983 la crítica musical especializada les considera una banda de culto dentro de las contraculturas siniestra y punk española, además de encajar en el prototipo de "banda maldita", en la que la sombra de un final trágico se proyecta sobre la obra, haciendo que ésta tome una mayor relevancia, no solo por lo que supuso sino por lo que el desarrollo que podría haber tenido.

## Historia
La banda fue formada por Eduardo Benavente (guitarra) y Nacho Canut (bajo), exmiembros de Alaska y los Pegamoides, junto a sus respectivos hermanos, Javier Benavente (voz) y Johnny Canut (batería), hacia principios de 1981. Esta formación llegó a grabar una maqueta, que se incluyó en la recopilación Singles y primeras grabaciones (1995). La maqueta incluye una versión en castellano de la canción «Warhead» de U.K. Subs, titulada «¿Por qué?». Javier abandonó pronto el proyecto y, entonces, Eduardo pasó a ser el cantante además de guitarrista. Presentaron el proyecto Parálisis Permanente en la sala Jardín, alejándose del sonido Pegamoide, optando por un aire siniestro y oscuro más cercano a bandas como Décima Víctima o Gabinete Caligari.

"(Sobre Javier Benavente) Se metía en el local de ensayo a incordiar y, como era el hermano de Eduardo, a veces le dejaba coger el micrófono. Nosotros grabábamos maquetas, incluso cuando él robaba el micro. Cuando murió Eduardo, sacó esas grabaciones en disco, por lo que mucha gente que no vivió aquello podría pensar que durante un tiempo fue el cantante de Parálisis. Pero no fue así: simplemente, su hermano lo aguantaba hasta que dejó de aguantarlo. Nunca se grabó un disco con esa formación, porque esa formación jamás existió. Sin embargo, al vender esas grabaciones a una discográfica, falseó la historia y faltó a su hermano".
Ana Curra (publico.es, 23 de octubre de 2021) 

Las reticencias de Hispavox a trabajar con la banda llevan al grupo a acudir a Tic-Tac, empresa navarra que edita su primer disco, un EP compartido con Gabinete Caligari. El EP, que incluye los temas «Autosuficiencia» y «Tengo un pasajero», se graba en octubre de 1981 y se publica en enero de 1982, agotándose enseguida las mil copias distribuidas. Debido a su acogida se fundó una discográfica, denominada Tres Cipreses, inicialmente centrada en los dos grupos del EP aunque posteriormente también editó a otras bandas como Seres Vacíos, Loquillo y los Trogloditas y Los Desechables. El EP lo reeditó primero el sello DRO y después la propia Tres Cipreses, con una portada nueva, con dos freaks de La parada de los monstruos; en la contraportada figura Jaime Urrutia de Gabinete Caligari junto a los miembros de Parálisis Permanente.

"La escena underground en España durante los años 80 podríamos compararla con una botella de champán que se descorcha e inunda las calles de burbujas chispeantes. Éramos como moléculas estableciendo infinidad de enlaces que nunca habíamos experimentado. Y los electrones de nuestro cerebro corrían en un sentido y en el contrario al mismo tiempo. Muchísima magia y transformación y un momento realmente brillante a nivel artístico".
Ana Curra (indiehoy.com, 12 de abril de 2024) 

Del tema «Autosuficiencia» se rodó, además, el único vídeo del grupo, para el programa de Televisión Española Pista Libre.Ante tal éxito Servando Carballar, creador del sello DRO, aparte de reeditar el primer EP les propone publicar uno nuevo con cuatro canciones. Entre las seleccionadas figuran «Quiero ser santa» (escrita en un principio para Pegamoides por Ana Curra, Alaska, Eduardo Benavente y Nacho Canut) y «Un día en Texas» basada en la película The Texas Chain Saw Massacre dirigida por Tobe Hooper en 1974.

"Podría decir muchas canciones, pero me voy a quedar con «Quiero ser santa». Es una canción que representa una ética y una estética, una ironía. Es importante lo que supone de limpieza y catarsis de una educación judío-cristiana. Creo que resume muy bien a Parálisis Permanente".
Ana Curra (indiehoy.com, 12 de abril de 2024) 

Tras la marcha del grupo de Nacho Canut para unirse a Dinarama, entran al bajo el ex Glutamato Ye-Ye y ex Derribos Arias, Rafa Balmaseda, además de Ana Curra a los teclados, otra Pegamoide y compañera sentimental de Eduardo.

"Estoy contento con el público. Johnny Canut se ha mantenido al margen y ella con su banda se ha dedicado a ir de un lado para otro sin contar con los miembros originales. Yo, desde luego, dejé de tocar con ella por cosas que no vienen a cuento. Me siento muy orgulloso de El Acto, pues fue el primer LP de toda mi vida. Empecé con catorce años en verbenas y haciendo rocanrol y me encontré con esto en Madrid. Eduardo Benavente era fantástico. Creo que los más importantes de El Acto fuimos Jhonny Canut y Eduardo Benavente y yo, a Ana Curra, ni la vi".
Rafa Balmaseda (metalcry.com, 9 de noviembre de 2022) 

En julio de 1982 la nueva alineación de Parálisis Permanente graban los trece temas del álbum El Acto. En él se explotaba una vertiente oscura y tenebrosa del punk, lo que se ha interpretado como la germinación en España de la semilla del movimiento post-punk o afterpunk, corriente iniciada en el Reino Unido por bandas musicales como Siouxsie And The Banshees, Joy Division, Killing Joke, The Damned o The Cure. En España Gabinete Caligari o Décima Víctima son representantes tempranos de esa corriente. Junto a los nuevos temas propios, se hallan dos versiones, con letra en castellano: «Héroes» de David Bowie («Heroes») y «Quiero ser tu perro» de The Stooges («I Wanna Be Your Dog»). El álbum se publicó en octubre, y tuvo, a pesar de ser una publicación independiente, un éxito considerable, aunque pronto superado por el primer álbum de Siniestro Total.

"El acto representa un trabajo realmente sin pretensiones, no fue tan intencional. Fue por convicción, pero no por intencionalidad. No quisimos transferir nada a generaciones sucesivas. Fue un momento nuestro veraz, absolutamente fresco y espontáneo en cuanto a nuestras necesidades, pero fue transgresor en el momento en que nació y creo que esa es la clave de su perdurabilidad"
Ana Curra (indiehoy.com, 12 de abril de 2024) 

En 1983, salió su último sencillo, Nacidos para dominar/Sangre. El 14 de mayo del mismo año, volviendo de un concierto en León y dirigiéndose a Zaragoza a tocar, el coche en que viajaban Eduardo, Ana y Toti se sale de la carretera por la lluvia, en las proximidades de Alfaro (La Rioja). Eduardo Benavente, que contaba con tan sólo veinte años, murió de camino al hospital mientras que Ana Curra tuvo que ser hospitalizada y Toti sólo sufrió heridas leves. La noticia llegó al festival que se estaba celebrando en Zaragoza, en donde tenían previsto participar, poco después de terminar Alaska y Dinarama su actuación.

"No, la verdad es que nunca he tenido sentimiento de culpa. El coche pisó algo del suelo que reventó una de las ruedas y eso es lo que hizo que volcáramos. Eso se supo desde el inicio, porque hubo una investigación de lo ocurrido. Fue un accidente, sin más".
Ana Curra (vanityfair.com, 1 de bril de 2023) 

## Discografía

### Álbum de estudio
- El acto (1982)

### Single
- «Nacidos Para Dominar» (1983)

### EP
- Parálisis Permanente / Gabinete Caligari (1981) (Junto a Gabinete Caligari)
- Quiero ser santa (1982)[18]

### Recopilatorios
- Los Singles (1984)
- Singles y primeras grabaciones (1995)
- Grabaciones completas 1981-1983 (2001)

### En Directo
- San Sebastián 1983 (En Vivo)

## Miembros

### Última formación
- Eduardo Benavente, guitarra, voz
- Ana Curra, teclados, coros
- Rafa Balmaseda, bajo, coros
- Antonio Morales, guitarra
- Toti Árboles, batería

### Miembros anteriores
- Javier Benavente, voz
- Jaime Urrutia, guitarra
- Nacho Canut, bajo
- Johnny Canut, batería